# J&F Investimentos
J&F Investimentos é uma holding brasileira criada em 1953 pertencente a família Batista e que controla empresas como a JBS, Eldorado Brasil e outras e é sediada na cidade de São Paulo no Brasil.

## História
Em 2008, criou o Banco JBS especializado em crédito para o ramo do agronegócio, em 2010 tinha uma carteira de empréstimo de cerca de 230 milhões de reais.
No dia 14 de março de 2011, o banco gaúcho Banco Matone anunciou que iria se fundir com o Banco JBS para criar um novo banco especializado em crédito pessoal e agronegócio. Com a fusão a J&F Participações teria 60% do novo banco e os antigos donos do Matone ficariam com 40%, e apesar da junção dos dois bancos eles continuaram atuando independentemente com a suas respectivas marcas. Porém, em outubro de 2011, as duas instituições financeiras passam a se chamar Banco Original.
Em março de 2012, o ex-presidente do Banco Central do Brasil Henrique Meirelles assumiu da presidência da empresa.
Em 9 de maio de 2012, anunciou que iria comprar a Delta Construções, empresa construtora que faturou 2,8 bilhões de reais em 2010 e estava envolvida em casos de corrupção na época, em junho de 2012 a J&F Participações desistiu da aquisição alegando crise de confiança, pois devido aos casos de corrupção em que a empresa foi envolvida acabou manchando a imagem da construtora e consequentemente diminuiria as suas margens de lucro.
Em fevereiro de 2013, comprou o Canal Rural, emissora de televisão ligada ao agronegócio, a aquisição foi aprovada pelo CADE em março de 2013 sem nenhuma restrição, o valor do negócio foi de 40 milhões de reais.
Em novembro de 2015, a Camargo Correa vendeu o controle da Alpargatas, dona de marcas como Havaianas, Osklen, Mizuno, Timberland e Dupé, para a J&F Investimentos, por 2,667 bilhões de reais.
Em 28 de março de 2016, o Banco Original lançou a plataforma digital para atendimento de pessoas físicas.
Em junho de 2017, a J&F investimentos anunciou a venda de ativos da JBS na Argentina, Paraguai e Uruguai para a rival Minerva Foods, para reduzir seu endividamento e levantar recursos; a mesma também informou a realização de um programa de desinvestimentos na ordem de R$ 6 bilhões. No mesmo período, vendeu a empresa Vigor para o grupo mexicano Grupo Lala, em uma transação de aproximadamente 5,72 bilhões de reais. Logo em seguida, a empresa vendeu sua participação de 54,24% da Alpargatas para a Itaúsa, Cambuhy Investimentos e Brasil Warrant (BW) por R$ 3,5 bilhões, em junho de 2017.
Em 2022, estabeleceu a J&F Mineração e adquiriu o Sistema Centro Oeste da Vale S.A., sistema que produziu, em 2021, 2,7 milhões de toneladas de minério de ferro e 200 mil de minério de manganês, e inclui a Mineração Corumbaense Reunida (MCR) e é composto pelas minas de Urucum e Morraria Santa Cruz, em Corumbá, Mato Grosso do Sul.

## Acordos por corrupção
Em 31 de maio de 2017, o grupo J&F aceitou pagar o valor de R$ 10,3 bilhões num prazo de 25 anos, no maior acordo de leniência já firmado no mundo, junto ao Ministério Público Federal (MPF). A empresa irá detalhar fatos investigados em cinco operações da Polícia Federal na qual vinha sendo investigada: Greenfield, Sépsis, Cui Bono, Carne Fraca e Bullish. O pagamento será iniciado em dezembro, e terá o prazo de 25 anos. Nesse período, os valores serão corrigidos pela inflação, o que, segundo o MPF, pode elevar o total para R$ 20 bilhões. Toda a multa ficará no Brasil. Os R$ 10,3 bilhões correspondem à 5,62% do faturamento da J&F em 2016. O acordo foi suspenso em setembro de 2017 pelo TRF1.
Em outubro de 2020, celebrou acordo com o Departamento de Justiça dos Estados Unidos (DOJ) e pagou multa no valor de US$ 128.2 milhões por violações da Lei de Práticas de Corrupção no Exterior (FCPA), reduzidos da multa original de US$ 256.5 milhões por conta dos valores pagos às autoridades brasileiras em acordo de leniência celebrado junto ao MPF. O acordo encerrou qualquer exposição criminal da J&F e suas afiliadas nos Estados Unidos.
Em novembro de 2022, o Superior Tribunal de Justiça (STJ) retomou a ação celebrada em maio de 2017 a pedido do Banco Nacional de Desenvolvimento Econômico e Social (BNDES) – que apontou a suspensão como grave lesão à ordem pública – após a suspensão do processo em setembro de 2017 pelo TRF1 por suposta ilegalidades no cálculo da multa e pela possível inexistência de interesse jurídico da Petros e da Funcef na ação, no parecer a ministra Maria Thereza de Assis Moura destacou que uma das consequências legais do acordo de leniência é a reparação integral dos danos causados, que é representada pela multa imposta ao grupo, e que acordos de leniência devem receber especial atenção e proteção do sistema de Justiça por trazer resultados positivos para a ordem jurídica nacional.

## Empresas pertencentes a J&F Investimentos
- Âmbar Energia (energia)[33]
- Banco Original (financeiro)[33]
- Canal Rural (comunicação)[33]
- Eldorado Brasil (papel e celulose)[33]
- Flora (higiene e limpeza)[33]
- JBS (alimentos)[33]
- PicPay (financeiro)[33]
- LHG Mining (mineração)[33]